# Пјасино
Пјасино (рус. Пясино) је језеро у Русији. Налази се на територији Краснојарске Покрајине. Површина језера износи 735 km².